# Krétské moře
Krétské moře (řecky Κρητικό Πέλαγος, Kritiko Pelagos) je moře na jihu Egejského moře, severně od Kréty a jižně od Kyklad. Roztahuje se od ostrova Kythera na západě k Dodekanésu na východě. Na západě od něj leží Jónské moře a zbytek Středozemního moře.

## Města a přístavy
- Chania, jihozápad
- Rethymno, jih
- Iraklio, jih
- Ágios Nikólaos, jihovýchod
- Sitia, jihovýchod
- Anafi, severovýchod
- Santorini, sever